# Dipoena convexa
Dipoena convexa är en spindelart som först beskrevs av John Blackwall 1870.  Dipoena convexa ingår i släktet Dipoena och familjen klotspindlar. Inga underarter finns listade i Catalogue of Life.